# Wilhelmus François Leemans (1912-1991)
Mr. dr. Wilhelmus François Leemans (Amsterdam, 30 mei 1912 – Leiden, 28 juni 1991) was een Nederlands jurist, assyrioloog en genealoog. 

## Leven en werk
Leemans werd geboren in Amsterdam. In 1920 verhuisde het gezin naar Hilversum, waar hij in 1931 het diploma Gymnasium A behaalde. Hij begon met een studie archeologie aan de Gemeente Universiteit Amsterdam, maar zwaaide na een jaar om naar rechten. Vanwege zijn interesse in rechtsgeschiedenis studeerde hij tijdens de Tweede Wereldoorlog assyriologie bij Martin David.

### Carrière als jurist
Na afronding van zijn studie in 1938 werkte Leemans bij de Raad van Beroep te Amsterdam; vanaf 1945 bij de Raad van Beroep (Sociale verzekering) te Arnhem. Van 1949 tot 1963 was hij voorzitter van de laatste. In 1963 werd hij raadsheer in, en in 1976 vice-president van het Gerechtshof te Arnhem (als zodanig voorzitter van de Pachtkamer en de Centrale Grondkamer). Pachtzaken waren niet alleen een onderwerp waarmee hij zich beroepshalve bezighield, maar ook een dat hij goed kende uit antieke spijkerschriftteksten. Hij ging in 1980 met pensioen.

### Bijdragen aan de assyriologie
Naast zijn werk als rechter was Leemans een gezaghebbend assyrioloog, gespecialiseerd in sociaal-economische teksten. In 1950 promoveerde hij bij M. David op een proefschrift getiteld The Old Babylonian Merchant. His business and his social position (Brill, 1950).
Leemans publiceerde onder andere een editie van 300 Oud-Babylonische kleitabletten in de Böhl-collectie met juridische en administratieve teksten, en drie volumes met studies naar deze teksten. Het manuscript van het vierde en laatste volume is postuum gepubliceerd. Samen met Claude Cahen was hij redacteur van Journal of the Economic and Social History of the Orient sinds de oprichting van het tijdschrift in 1957; hij bleef erbij betrokken tot zijn dood. Leemans was een vaste deelnemer aan het jaarlijkse internationale assyriologencongres, de Rencontre assyriologique internationale. Een bibliografie van zijn publicaties over het Oude Nabije Oosten staat in Jaarbericht Ex Oriente Lux 32.
Hij was vele jaren bestuurslid van het Nederlands Instituut voor het Nabije Oosten. Ook was hij jarenlang actief lid en bestuurslid van het Vooraziatisch-Egyptisch Genootschap "Ex Oriente Lux", waarvoor hij regelmatig lezingen gaf.

### Bijdragen aan genealogie en historisch onderzoek
Leemans was tevens een vooraanstaand genealoog, die zich onderscheidde door genealogisch onderzoek in breder historisch verband te plaatsen. Vanaf 1933 was hij lid van het Koninklijk Nederlandsch Genootschap voor Geslacht- en Wapenkunde; hij publiceerde regelmatig artikelen in het tijdschrift De Nederlandsche Leeuw. 
Samen met zijn echtgenote Elisabeth Prins deed hij onderzoek naar zijn voorvader François de Virieu (?-1596, hofmeester van Willem van Oranje) en de geschiedenis van het prinsdom Orange. Zij ondernamen hiervoor meerdere reizen naar archieven in Orange en Avignon. Dit onderzoek is gepubliceerd in de volgende boeken:
- met E. Leemans-Prins: Guillaume de Nassau et la Principauté d'Orange, 1544-1559. L'acquisition de la possession réelle par le Prince. Rechtshistorisch Instituut Leiden, serie II nr. 15 (Haarlem, 1969)
- met E. Leemans-Prins: La Noblesse de la Principauté d'Orange sous le règne des Nassau et ses descendants aux Pays-Bas. Werken uitgegeven door het Koninklijk Nederlandsch Genootschap voor Geslacht- en Wapenkunde I (Den Haag, 1974)
- met E. Leemans-Prins: La principauté d'Orange de 1470 à 1580. Une société en mutation (2 vols., Hilversum: Uitgeverij Verloren, 1986)[9]

Leemans' interesse in genealogie, (Nederlandse en rechts-)geschiedenis en archiefonderzoek kwam verder tot uiting in vele artikelen en de volgende boeken:
- L'Égyptologue Conrade Leemans et sa correspondance. Contribution à l'histoire d'une science, à l'occasion du cent-cinquantième anniversaire du déchiffrement des hiéroglyphes et du centenaire des Congrès des orientalistes [fr ] (Leiden: Brill, 1973) – over zijn overgrootvader Conrad Leemans
- De grote Gelderse tollen en de tollenaars in de 18de en het begin van de 19de eeuw. Een bijdrage tot de geschiedenis van de Rijnhandel. Gelderse Historische reeks XIV (Zutphen: De Walburg Pers, 1981)

### Onderscheiding
Leemans werd in 1957 onderscheiden met de graad van Ridder in de Orde van de Nederlandse Leeuw. Het artikel "State and Private Business in the Land of Larsa" (in Journal of Cuneiform Studies 34 (1982), p. 127-230) is door de auteur, M. Stol, aan hem opgedragen.

## Familie
Leemans was een zoon van Conradus Leemans (1887-1959, ingenieur bij de spoorwegen) en Alberta Jacoba VerLoren van Themaat (1883-1971); een kleinzoon van Wilhelmus François Leemans (1841-1929, ingenieur bij Rijkswaterstaat). Hij trouwde in 1941 met Dorothee Jacoba (Theet) Huysinga (1910-1961, beeldhouwster). Uit dit huwelijk werden twee zonen geboren, Conradus (1944-1994) en Joannes Willem (1949). In 1963 hertrouwde hij met mr. Elisabeth Catharina Maria (Bep) Prins (1903-1984, hoofdcommies Rijksarchiefdienst). In 1985 hertrouwde hij met dr. Katharina Adriana Elisabeth (Ina) Meijers (1922-2012, reumatoloog, chef de clinique AZL).
Na zijn pensionering woonde Leemans in Huis Oostergeest, een buitenplaats te Warmond in bezit van de familie Leemans sinds 1850. Voor en tijdens zijn bewoning van het landgoed spande hij zich bijzonder in voor het beheer en behoud van de verschillende onderdelen (o.a. huis, koetshuis, moestuin, tuinen). Zijn portret is geschilderd door Piet van Boxel.
- Gemeinsame Normdatei: 140143890
- International Standard Name Identifier: 0000 0001 1579 549X
- Library of Congress Control Number: n81118868
- Nationale Bibliotheek van Israël: 987007280647405171
- Nederlandse Thesaurus van Auteursnamen: 068181841
- Système universitaire de documentation: 028964454
- Virtual International Authority File: 103443486
- WorldCat: E39PBJjhBjV8G9hHWBDgYJjHmd